# Genouillac (Creuse)
Genouillac – miejscowość i gmina we Francji, w regionie Nowa Akwitania, w departamencie Creuse.
Według danych na rok 1990 gminę zamieszkiwało 775 osób, a gęstość zaludnienia wynosiła 22 osoby/km² (wśród 747 gmin Limousin Genouillac plasuje się na 170. miejscu pod względem liczby ludności, natomiast pod względem powierzchni na miejscu 120.).